# Perlesta puttmanni
Perlesta puttmanni is een steenvlieg uit de familie borstelsteenvliegen (Perlidae). De wetenschappelijke naam van de soort is voor het eerst geldig gepubliceerd in 2003 door Kondratieff & Kirchner.